# Lāčplēsisův den

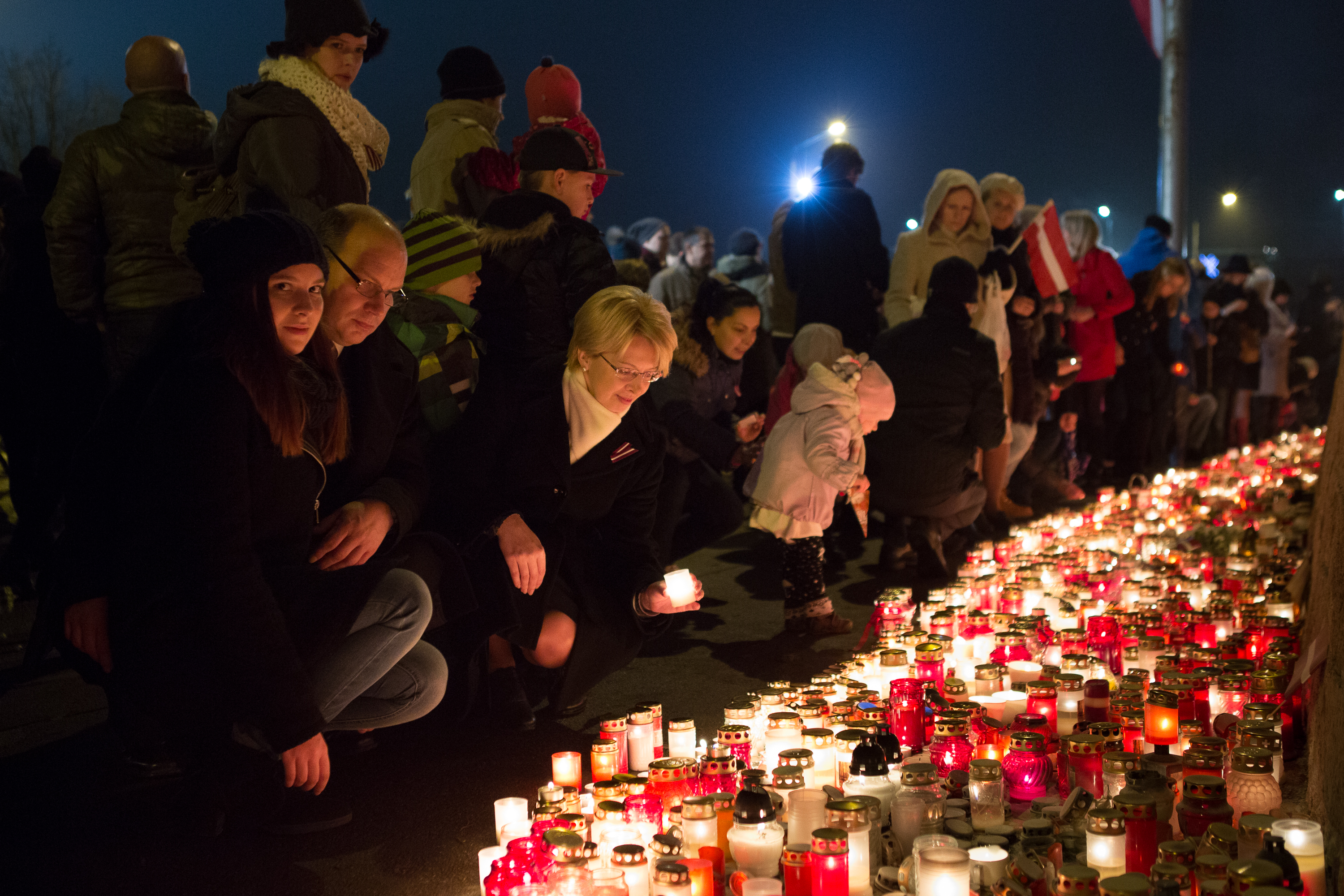
Pokládání svíček u zdí Rižského zámku listopadu 2014

Lāčplēsisův den (lotyšsky: Lāčplēša diena) je oslavou válečného řádu Lāčplēsis, který působí od 11. listopadu 1920. Tento den se později stal památečním dnem pro všechny padlé hrdiny lotyšského boje za svobodu. Jednou z nejznámějších tradic Lāčplēsisova dne, která začala v roce 1988, je pokládání svíček u zdí Rižského zámku 11. listopadu.

## Historie
11. listopadu roku 1919 lotyšské ozbrojené síly s podporou francouzského a britského lodního dělostřelectva v Rižském zálivu porazily západní ruskou dobrovolnickou armádu, které velel Pavel Bermont-Avalov a podporoval Ridger von der Golz, po téměř měsíci bojů v Pardaugavě. Přestože vojáci byli vyhoštěni až na konci roku, osvobození Rigy 11. listopadu 1919 je vnímáno jako vítězství v boji za svobodu Lotyšska.
Po okupaci Lotyšska se Lāčplēsisův den dlouho neslavil. Lotyšská SSR si jej poprvé připomněla až v roce 1988. 10. listopadu 1989 tento den Nejvyšší sovět LSSR označil za památeční den, označován také jako Lāčplēsisův den nebo Den vzpomínky na hrdiny, na počest kavalérie vojenského řádu Lāčplēsis. Poté 3. října 1990 přijal zákon proklamující 11. listopad jako den památky připomínající padlé vojáky lotyšské osvobozenecké války. Význam 11. listopadu se tak rozšířil a stal se oslavou připomínající nejen Lāčplēsisovu válečnou kavalérii, ale také všechny lotyšské bojovníky za svobodu v historii této země.